# Eupteryx seiugata
Eupteryx seiugata är en insektsart som beskrevs av Dlabola 1967. Eupteryx seiugata ingår i släktet Eupteryx och familjen dvärgstritar. Inga underarter finns listade i Catalogue of Life.